# Албогачиев, Султан Измаилович
Султан Измаилович Албогачиев (1906—1968) — деятель советских органов госбезопасности. Полковник госбезопасности (1943). Руководитель НКВД Чечено-Ингушской АССР. По национальности ингуш.

## Биография
Родился в 1906 году в селе Гамурзиево Назрановского округа Терской области Российской империи.
С 16 января 1939 года — следователь следственной части НКВД СССР. С 4 сентября 1939 года — следователь, с 10 мая 1940 года — старший следователь следственной части ГЭУ НКВД СССР. Совместно с Александром Хватом вёл дело Николая Вавилова.
С 26 февраля 1941 года — нарком внутренних дел Чечено-Ингушской АССР. 22 октября 1941 года стал членом Грозненского городского комитета обороны.
Несмотря на подозрения в связях с чеченскими и ингушскими «политбандитами» и критику от местного обкома ВКП(б) за авантюризм, развал работы в наркомате и дезинформацию обкома, Албогачиев сделал стремительную карьеру. Менее чем за два года он получил орден и два внеочередных повышения в звании, став полковником госбезопасности.
2 сентября 1943 года пост наркома внутренних дел республики был передан В. А. Дроздову, а Албогачиев отозван в Москву, где числился в кадровом резерве до июля 1944 года. Затем он работал заместителем начальника УНКВД-УМВД Ошской области до увольнения из органов госбезопасности 7 января 1949 года «за невозможностью дальнейшего использования».
Отрицательно относился к депортации чеченцев и ингушей. В 1963 году писал:
Бандитов в горах Чечни было не больше, чем в других регионах страны… По моим подсчётам в горах Чечни было в то время около 300 бандитов, в том числе около 160—170 активно действующих… Повторяю ещё раз — не было никаких причин для выселения чеченцев и ингушей. Это подтвердил и сам Берия во время процесса над ним в 1953 году.
Умер в 1968 году.